# 秦氏假钻毛蕨
秦氏假钻毛蕨（学名：Paradavallodes chingiae）为骨碎补科假钻毛蕨属下的一个种。